# Scaphisoma agaricinum
Scaphisoma agaricinum är en skalbaggsart som först beskrevs av Carl von Linné 1758.  Scaphisoma agaricinum ingår i släktet Scaphisoma, och familjen kortvingar. Arten är reproducerande i Sverige.